# Bota de Oro 2003-04

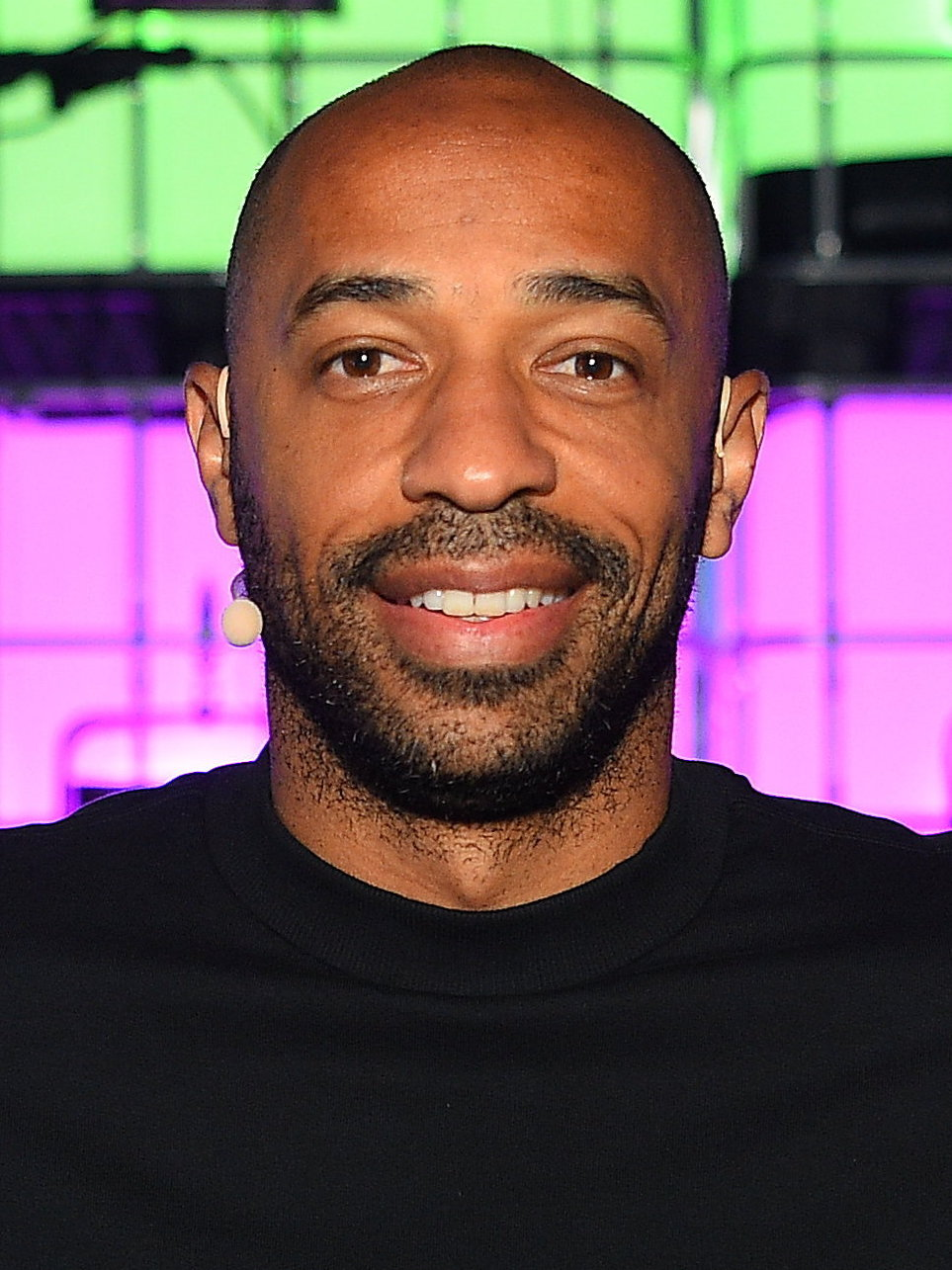
Thierry Henry fue el ganador de la bota de oro 2003–04.

La Bota de Oro 2003-04 fue un premio entregado por la European Sports Magazines al futbolista que logró la mejor puntuación luego de promediar los goles obtenidos en la temporada europea.
El ganador de este premio fue el jugador francés Thierry Henry por haber conseguido 30 goles en la Premier League. Significó el primer galardón para el jugador francés.

## Resultados
| Posición | Futbolista        | Club              | Campeonato     | Goles | Puntaje |
| -------- | ----------------- | ----------------- | -------------- | ----- | ------- |
| 1        | Thierry Henry     | Arsenal FC        | Premier League | 30    | 60      |
| 2        | Aílton            | Werder Bremen     | Bundesliga     | 28    | 56      |
| 3        | Djibril Cissé     | AJ Auxerre        | Ligue 1        | 26    | 52      |
| 4        | Andriy Shevchenko | AC Milan          | Serie A        | 24    | 48      |
| 4        | Ronaldo           | Real Madrid C. F. | La Liga        | 24    | 48      |